# Иванов, Юрий Юрьевич
Ю́рий Ю́рьевич Ивано́в (28 октября 1991, Чита) — российский дартсмен. Двукратный бронзовый призёр чемпионата России. Входит в резерв сборной страны. Мастер спорта России.

## Биография
В молодости занимался лыжными гонками и баскетболом. Дартсом увлёкся после того, как жена подарила мишень. Спустя неделю принял участие в своём первом турнире.
В короткие сроки смог проявить себя в дартсе. В апреле 2022 года сенсационно занял третье место в личном чемпионате России, выбив из борьбы Бориса Кольцова и Романа Корсунова. В полуфинале Иванов проиграл Виктору Ковалёву — другой сенсации того чемпионата.
В 2024 году стал бронзовым призёром чемпионата России в миксте. Вместе с Ивановым медали завоевали Баирма Митупова и Егор Кузьмин
Играет дротиками Winmau MvG Adrenalin (23 грамма).

## Вне спорта
Окончил Забайкальский государственный университет, учился на факультете физической культуры. После получения диплома остался там же, работает старшим преподавателем физического воспитания.

## Достижения

### Личные
- Бронзовый призёр чемпионата России (2022)

### Микст
- Бронзовый призёр чемпионата России (2024)[8]